# 超音段音位
超音段音位（suprasegmental）或超音段是语音中除音段（元音和辅音）之外的的语音成分，例如声调、重音、语调、节奏等。超音段成分基本上等同于韵律成分。言语中有大量特征倾向构成超越单一音段的模式，并且不受音段目标限制独立变化，其中主要有音高、响度和感知时间。这些特征称为“超音段特征”，把这种特征与言语时间其他部分分开是语音分析过程的一部分。